# سي جيه دوس سانتوس
سي جيه دوس سانتوس (بالإنجليزية: CJ dos Santos)‏ هو لاعب كرة قدم أمريكي، ولد في 24 أغسطس 2000 في فيلادلفيا في الولايات المتحدة.

## وصلات خارجية
- سي جيه دوس سانتوس على موقع الدوري الأمريكي (الإنجليزية)
- سي جيه دوس سانتوس على موقع قاعدة بيانات كرة القدم.إي يو (الإنجليزية)
- سي جيه دوس سانتوس على موقع ليكيب (الفرنسية)
- سي جيه دوس سانتوس على موقع Soccerway.com (الإنجليزية)